# Alberto Medina
Alberto „Venado” Medina Briseño (ur. 29 maja 1983 w Culiacán) – meksykański piłkarz występujący na pozycji skrzydłowego.

## Kariera piłkarska
Alberto Medina jest wychowankiem zespołu Chivas Guadalajara. Dotychczas najbardziej udany był dla niego sezon 2007, kiedy to strzelił 11 bramek w 34 meczach. W sezonie 2006 jego zespół zwyciężył w Aperturze Meksykańskiej Primera División.
Alberto Medina w reprezentacji Meksyku zadebiutował w 2003 roku. Był powoływany na Złoty Puchar CONCACAF w latach: 2005, 2007 i 2009. W 2005 roku został powołany także na Puchar Konfederacji 2005 zaś w 2007 na Copa América 2007.